# Бородакий, Юрий Владимирович
Ю́рий Влади́мирович Борода́кий (30 июня 1959, с. Пыржота, Рышканский район, Молдавская ССР — 8 октября 2014, Москва) — российский учёный, специалист в области информационных технологий, информационно-управляющих систем государственного, военного и народнохозяйственного назначения. Академик РАН (2011).

## Биография
Окончил в 1981 году  МИФИ (с 2009 года — Национальный исследовательский ядерный университет «МИФИ») и аспирантуру. В 1984—1985 годах — м.н.с. института Прикладной физики Академии наук Молдавской ССР.
С 1985 года, после защиты кандидатской диссертации, старший научный сотрудник ЦНИИ «Волна» Минпромсвязи. В январе 1989 года возглавил вновь созданный Межотраслевой инженерно-физический центр волоконно-оптических систем связи и обработки информации, а в феврале 1990 года — Всесоюзный институт волоконно-оптических систем связи и обработки информации.
С мая 1991 года директор ФГУП "Концерн «Системпром». В 1999 году защитил диссертацию на соискание учёной степени доктора технических наук, тема — «Методология создания перспективных информационно-управляющих систем». Профессор (2000).
22.05.2003 г. избран членом-корреспондентом РАН по Отделению информационных технологий и вычислительных систем (секция вычислительных, локационных, телекоммуникационных систем и элементной базы).
С 22.12.2011 г. академик РАН по Отделению нанотехнологии и информационных технологий (вычислительные, локационные, телекоммуникационные системы и элементная база).
Автор свыше 250 научных трудов, в том числе 6 монографий, 13 патентов и 14 авторских свидетельств на изобретения.
Генеральный конструктор автоматизированных систем управления войсками военного округа, фронта, главный конструктор ряда автоматизированных систем управления и связи в защищенном исполнении и изделий, входящих в их состав, созданных в интересах силовых структур РФ. Член научного совета при Совете безопасности Российской Федерации (заместитель председателя секции Совета по информационной безопасности).
Заслуженный деятель науки Российской Федерации (2007).
Похоронен в Москве на Троекуровском кладбище.